# مخالفان خورشیدی
مخالفان خورشیدی (انگلیسی: Solar Opposites) یک مجموعه تلویزیونی پویانمایی آمریکایی ویژه ردهٔ سنی بزرگسالان در ژانر کمدی است که توسط جاستین رویلند و مایک مک‌ماهان برای شبکه هولو تهیه شده‌است.

## چکیده
اساس داستان دربارهٔ یک خانواده فضائی است که پس از تخریب سیاره‌شان، شلورپ، به زمین پناهنده شده‌اند تا بقای گونهٔ خود را حفظ کنند؛ دربارهٔ خوب یا بد بودن کرهٔ زمین و انسان‌های آن بین اعضای این خانواده اختلاف نظرهایی وجود دارد.

## شخصیت‌ها
- جاستین رویلند در نقش کوروو
- توماس میدلتیچ در نقش تری
- شان جیامبرونی در نقش یامی‌لاک
- ماری مک در نقش جسی
- سگان مک‌ماهان در نقش پیوپا
- آلفرد مولینا در نقش دوک
- اندی دالی در نقش تیم
- کریستینا هندریکس در نقش چری
- جیسون منتزوکس در نقش ونبو
- تیفانی هدیش در نقش عایشه
- کاری والگرن در نقش خانم فرانکی